# Parque nacional de Sharjah
Parque nacional de Sharjah es el nombre que recibe un parque en el emirato de Sharjah uno de los siete que componen el país asiático de los Emiratos Árabes Unidos. Posee apenas 630 mil metros cuadrados (equivalentes a unos 0,63 km²), está localizado a 3 km del aeropuerto de Sharjah y al norte del país. El sitio es un lugar recreativo para los locales.